# Champrenault
Champrenault és un municipi francès, situat al departament de la Costa d'Or i a la regió de Borgonya - Franc Comtat. L'any 2007 tenia 31 habitants.

## Demografia

### Població
El 2007 la població de fet de Champrenault era de 31 persones. Hi havia 12 famílies, de les quals 4 eren unipersonals (4 homes vivint sols), 4 parelles sense fills i 4 parelles amb fills.
La població ha evolucionat segons el següent gràfic:
Habitants censats

### Habitatges
El 2007 hi havia 30 habitatges, 16 eren l'habitatge principal de la família, 10 eren segones residències i 4 estaven desocupats. 29 eren cases i 1 era un apartament. Tots els 16 habitatges principals que hi havia estaven ocupats pels seus propietaris; 4 tenien dues cambres, 3 en tenien quatre i 8 en tenien cinc o més. 8 habitatges disposaven pel capbaix d'una plaça de pàrquing. A 7 habitatges hi havia un automòbil i a 5 n'hi havia dos o més.

### Piràmide de població
La piràmide de població per edats i sexe el 2009 era:
| Homes | Edats   | Dones |
| ----- | ------- | ----- |
| 0     | 95 o +  | 0     |
| 0     | 90 a 94 | 0     |
| 0     | 85 a 89 | 0     |
| 0     | 80 a 84 | 0     |
| 4     | 75 a 79 | 4     |
| 0     | 70 a 74 | 0     |
| 0     | 65 a 69 | 0     |
| 4     | 60 a 64 | 0     |
| 0     | 55 a 59 | 4     |
| 4     | 50 a 54 | 0     |
| 0     | 45 a 49 | 4     |
| 0     | 40 a 44 | 0     |
| 0     | 35 a 39 | 0     |
| 0     | 30 a 34 | 0     |
| 0     | 25 a 29 | 4     |
| 0     | 20 a 24 | 0     |
| 4     | 15 a 19 | 0     |
| 0     | 10 a 14 | 0     |
| 0     | 5 a 9   | 0     |
| 0     | 0 a 4   | 0     |

## Economia
El 2007 la població en edat de treballar era de 17 persones, 10 eren actives i 7 eren inactives. Les 10 persones actives estaven ocupades(5 homes i 5 dones).. De les 7 persones inactives 3 estaven jubilades, 2 estaven estudiant i 2 estaven classificades com a «altres inactius».

## Poblacions més properes
El següent diagrama mostra les poblacions més properes.